# Lhota u Dynína (přírodní památka)
Lhota u Dynína byla přírodní památka v okrese České Budějovice. Nacházela se v Třeboňské pánvi, dva kilometry východně od obce Dynín a byla součástí chráněné krajinné oblasti Třeboňsko. Zahrnovala jihovýchodní břeh Bošileckého rybníka a přilehlé louky.

## Důvod ochrany
Důvodem ochrany byla rašelinná louka s typickou květenou. Mezi významné druhy rostlin patří bazanovec kytkovitý (Lysimachia thyrsiflora), vachta trojlistá (Menyanthes trifoliata), bublinatka bledožlutá (Utricularia ochroleuca), bezkolenec modrý (Molinia caerulea), pupečník obecný (Hydrocotyle vulgaris), prstnatec májový (Dactylorhiza majalis), tolije bahenní (Parnassia palustris) či vemeník dvoulistý (Platanthera bifolia).